# A-27攻擊機
North American A-27是T-6德州佬式教練機的攻擊機版本。泰國原先訂購了10架作為輕型攻擊機，並命名為 NA-69。
然而，該飛機最終沒有交付給泰國，並於1940年10月被美國陸軍航空兵團接收，以防止其落入日本人之手，並根據美國陸軍航空兵團飛機命名系統重新命名為A-27。第二次世界大戰日本入侵菲律賓期間，所有A-27被分配到菲律賓尼科爾斯機場作爲教練機使用，並於一個月內全部被擊毀。

### 書目
- Hagedorn, Dan. . North Branch, Minnesota: Specialty Press. 2009. ISBN 978-1-58007-124-6.